# 平岡富士貴
平岡 富士貴（ひらおか ふじたか、1974年4月26日 - ）は、日本の元バスケットボール選手である。

## 人物
茨城県つくば市出身。日本大学卒業。
現役時代からの愛称は”ボンバー”。現役引退後はアシスタントコーチとしてアルビレックスBBを、新潟県国体成年男子のアシスタントコーチ、アップルスポーツカレッジ（専門学校）でもコーチとして指導している。

## 来歴
筑波西中学校、土浦日大高校、日本大学ではいずれも全国優勝を経験。
- 1996年 22歳以下日本代表に選出。卒業後、日本リーグ2部に所属する愛知機械工業バスケットボール部に入部。1998-99シーズンに2部優勝及び1部昇格に貢献。
- 2000年 廃部となったため、同年発足された新潟アルビレックスに移籍[1]。2000-01シーズンにはベスト5と野投成功率1位に輝き、2001-02シーズンとの連覇に貢献。
- 2005年 現役引退とともにアシスタントコーチに就任する。
- 2013年 ヘッドコーチに昇格[2]。
- 2015年 地元をホームタウンとするサイバーダインつくばロボッツヘッドコーチに就任した[3]。
- 2016年 B.LEAGUE発足に伴い、B2リーグでの参戦となった群馬クレインサンダーズのヘッドコーチに就任した。
- 2021年 Bリーグ 2020-21年シーズンで群馬をB2優勝・B1昇格に貢献。これと同時に退任された。そしてBリーグ 2021-22年シーズンから古巣の新潟アルビレックスBBのヘッドコーチ就任が発表された。2022-23シーズンも引き続き新潟でヘッドコーチを務めていたが、シーズン途中の10月18日より休養が発表され、その後12月7日に本人からの申し入れによりヘッドコーチを辞任する。
- 2025年 Wリーグ・東京羽田ヴィッキーズのアソシエイトコーチに就任[4]。

## 経歴
選手歴
- 土浦日大高校 - 日本大学 - 愛知機械（1997年〜2000年） - 新潟（2000年〜2005年）

指導歴
- 新潟アルビレックスBB (2005年〜2013年 アシスタントコーチ、 2013年〜2015年 ヘッドコーチ) - サイバーダインつくばロボッツ (2015年〜2016年)-群馬クレインサンダーズ(2016年〜2021年)-新潟アルビレックスBB (2021年〜2022年)-東京羽田ヴィッキーズ（2025年-）

## 日本代表歴
- 1996ヤングメンアジア選手権